# Николай Дачев
Николай Дачев е български университетски преподавател, политик, бивш кмет на Габрово, дипломат.

## Биография
Завършва средно образование в Техникума по механоелектротехника „Д-р Василияди“, Габрово, Техническия университет, София (1971) като машинен инженер; УНСС – по Макроикономика. Докторантура по Публична администрация – местно самоуправление.
Работил е в Завода за електротелфери „Подем“, Габрово и в Технически университет - Габрово, като преподавател по дисциплините „Машинни елементи“ и „Местно самоуправление“. Научната му дейност е свързана с тези 2 области.
Един от основателите на СДС в Габрово. Член е на Експертна група „Регионална и местна политика“ на СДС. Вторият демократично избран кмет на Габрово с мандат 1995 – 1999 г.
Съучредител на Националното сдружение на общините в Република България. Заместник-председател на Управителния съвет на НСОРБ от 1996 до 1999 г.
Председател (1997 – 1999) на Управителния съвет на Общинската мрежа за енергийна ефективност „ЕкоЕнергия“, създадена като доброволно неформално сдружение на общини с идеална цел през 1997 г. в Габрово. Носител е на почетното звание „Посланик на енергийната ефективност“.
Председател на Регионалното сдружение на общините „Централна Стара планина“, 1997 – 1999 г.
Член на постоянната делегация на България в Конгреса на местните и регионални власти към Съвета на Европа (Страсбург), 1997 – 1999 г. Член на международна работна група към Конгреса на местните и регионални власти за оценка на състоянието на местните демокрации в страните членки на Съвета на Европа, 1997 – 2000 г.
Пълномощен министър в посолството на Република България в Скопие, Република Македония от 1999 до 2002 г.